# Djadja
Djadja is een nummer van de Malinees-Franse R&B-zangeres Aya Nakamura uit 2018. Het is de eerste single van haar tweede studioalbum Nakamura.
Het nummer gaat over relatieproblemen die de vrouwelijke ik-figuur gehad heeft met haar ex, en hem ook flink op zijn plek zet. "Djadja" werd een grote hit in Frankrijk, waar het de 7e positie behaalde. In de Nederlandse Top 40 haalde het de nummer 1-positie, waardoor daar voor het eerst in acht jaar weer een Franstalig nummer op de eerste positie stond, na Stromae's "Alors on danse" in 2010. Daarnaast was Nakamura met "Djadja" de eerste vrouwelijke Franse artiest die een nummer 1-hit in de Nederlandse Top 40 wist te scoren. In de Vlaamse Ultratop 50 haalde het nummer de 16e positie.